# Hoscheid
Hoscheid är en ort i Luxemburg. Orten var tidigare en egen kommun, men slogs den 1 januari 2012 samman med två andra kommuner och bildade kommunen Parc Hosingen. Den ligger i kantonen Diekirch, i den norra delen av landet, 40 kilometer norr om huvudstaden Luxemburg. Hoscheid ligger 481 meter över havet och antalet invånare är 319.

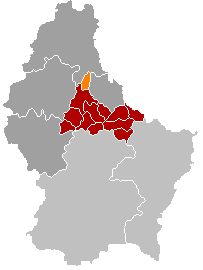
Hoscheid markerad med orange i karta över Luxemburg